# Humberto Acuña
Humberto Acuña Peralta (Tacabamba, Cajamarca 26 de abril de 1966) es un ingeniero civil y político peruano. Fue congresista de la república durante el breve periodo 2020-2021 y gobernador regional de Lambayeque entre el 1 de enero de 2011 y el 31 de diciembre de 2018. Ha sido investigado por actos de corrupción dentro del caso Odebrecht.

## Biografía
Nació en el distrito de Tacabamba, ubicado en la provincia de Chota del departamento de Cajamarca en Perú, el 24 de abril de 1966. Es hermano de César Acuña, político peruano y fundador de la Universidad César Vallejo.
Cursó sus estudios primarios y secundarios en su localidad natal. Entre 1991 y 1995 cursó estudios superiores de ingeniería civil en la Universidad Privada San Pedro de la ciudad de Chimbote. Entre el 2002 y el 2003 cursó la maestría en Docencia Universitaria en la Universidad César Vallejo de Trujillo y entre 2005 y 2006 el doctorado en Gestión Universitaria en la Universidad Nacional Pedro Ruiz Gallo.

## Vida política
Desde el año 2004 forma parte de Alianza para el Progreso, partido político fundado por su hermano César Acuña. En esta organización política ocupó el cargo de la Dirección Ejecutiva Nacional desde 2014 y el cargo de Secretario Nacional de Organización Partidaria desde 2018. 

### Presidente Regional de Lambayeque
Participó en las elecciones regionales del año 2010 como candidato a la presidencia del Gobierno Regional de Lambayeque por Alianza para el Progreso. Acuña resultó elegido en segunda vuelta electoral como el nuevo presidente regional de Lambayeque, con el 71.082% de los votos. Fue reelegido para ese cargo en las elecciones regionales del año 2014.

### Congresista de la República
En las elecciones parlamentarias extraordinarias del 2020 fue elegido congresista de la república por el departamento de Lambayeque por Alianza para el Progreso para completar el disuelto periodo parlamentario 2020-2021.
En septiembre del 2020 fue ratificada por la Tercera Sala Penal de la Corte Superior de Justicia de Lambayeque la sentencia del décimo juzgado especializado en delitos de corrupción que, en noviembre del 2019, lo declaró culpable del delito de cohecho activo genérico en condición de cómplice y lo condenó a tres años de pena privativa de la libertad suspensiva. Esta sentencia fue sometida a un recurso de casación ante la Corte Suprema. El caso se vincula a un soborno de 750 soles que fue entregado por su cuñado, el ciudadano Elver Díaz Bravo, con autorización y conocimiento de Acuña Peralta, para que convenza al policía anticorrupción, Joel Ugaz Cubas -hoy fallecido- para que lo favorezca en una investigación.
Acuña se mostró a favor de la vacancia presidencial contra Martín Vizcarra durante los dos procesos, el segundo de los cuales terminó sacando al expresidente del poder. Apoyó la moción siendo uno de los 105 parlamentarios que votó a favor de la vacancia presidencial por incapacidad moral.

## Controversias

### Caso Odebrecht
En marzo del 2020, el Equipo Especial Lava Jato incluyó a Acuña en su investigación preparatoria por el Caso Olmos, imputándole haber favorecido a Odebrecht en el proyecto Trasvase Olmos cuando era gobernador de Lambayeque a cambio de donativos o dádivas. Incluso, se le pidió impedimento de salida del país y comparecencia con restricciones, pero esto no procedió debido a que fue elegido congresista y la investigación no pudo avanzar. La Fiscalía solicitó el levantamiento de su inmunidad ante la Corte Suprema.
En abril del 2021, el Poder Judicial ordenó 24 meses de impedimento de salida del país en contra del ex congresista por este caso. Además de tener que pagar una caución económica de 200 mil dólares y deber limitarse a respetar las reglas de conducta impuestas por el juzgado.